# Communications in Algebra
Communications in Algebra — ежемесячный рецензируемый научный журнал, освещающий алгебру, включая коммутативную алгебру, теорию колец, теорию модулей, неассоциативную алгебру (включая алгебры Ли и йордановы алгебры), теорию групп и алгебраическую геометрию. Был основан в 1974 году и издается издательством Taylor & Francis. Главный редактор — Скотт Чепмен (Государственный университет Сэм Хьюстон). Эрл Дж. Тафт (Ратгерский университет) был основателем и редактором.

## Реферирование и индексирование
Журнал реферируется и индексируется в CompuMath Citation Index, Current Contents /Chemical, Earth, and Physical Sciences, Mathematical Reviews, MathSciNet, Science Citation Index Expanded (SCIE) и Zentralblatt MATH. По данным Journal Citation Reports, импакт-фактор журнала за 2022 год составляет 0,7.

## Внешние ссылки
- tandfonline.com/action/journalInformation?show=aimsScope&journalCode=lagb20 — официальный сайт Communications in Algebra